# Аниконическая декорация

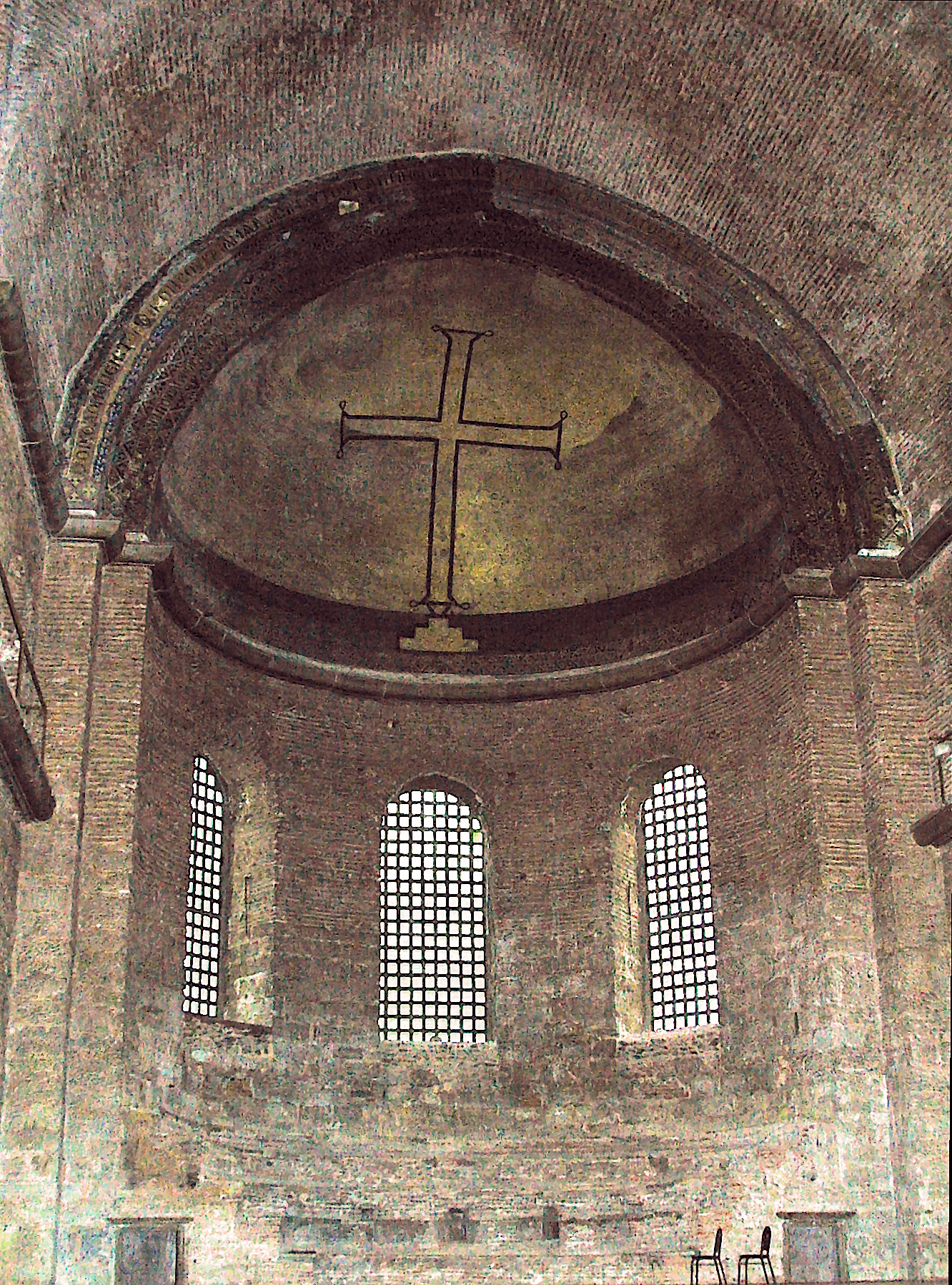
Характерное для иконоборческого периода украшение храмов (церковь Святой Ирины в Константинополе)

Аниконическая декорация (от греч. ἀ(ν) — не, без, εἴκων — образ) — система росписи христианского храма без изображения сцен из Священного Писания или церковной истории, а также без каких-либо антропоморфных образов. Особое распространение аниконическая декорация получила в Византийской империи в период иконоборчества.
При аниконической декорации используются различные символические изображения, пейзажные, архитектурные и орнаментальные мотивы, а также растительно-зооморфная тематика. Главным изобразительным мотивом при таком украшении храмов выступает изображение креста.
К наиболее ранним примера аниконоческой декорации относятся:
- римские мозаики в мавзолее Констанции (первая половина — середина IV века), в капелле Руфины и Секонды Латеранского баптистерия (ок. 315 года) — украшения в виде изображений птиц, животных, цветов и растений.
- константинопольские постройки V—VI веков, несмотря на распространение иконных изображений, также украшались аниконической декорацией (купол и апсида собора Святой Софии изначально были украшены сочетаниями латинских крестов и орнаментов; аналогично была изначально украшена церковь Святых апостолов).

В период иконоборчества данная система росписи становится доминирующей в изобразительном искусстве Византии. Кроме изображений креста и различных орнаментов, основной тематикой изображений этого периода стали пасторали. Император Феофил украшал здания подобными орнаментально-буколическими изображениями в большом количестве. Искусствовед Г. С. Колпакова отмечает, что «Увлечение буколикой приобретало весьма специфические, романтическо-чувственные формы, явно связанные с общей реформационной программой иконоборчества». При создании таких композиций уничтожались прежние изображения. Так, по приказанию Константина V евангельский цикл во Влахернской церкви был уничтожен. Его заменили «деревьями, цветами, различными птицами и другими животными, окруженными побегами растений, среди которых копошились журавли, вороны и павлины»; по свидетельству современников, храм был «превращён в овощной склад и птичник».
Из произведений иконоборческого периода, выполненных в данной системе декорации, сохранились:
- изображение креста в конхе апсиды церкви Святой Ирины в Константинополе;
- орнаменты в виде крестиков на алтарном своде храма Святой Софии в Салониках, а на мозаике апсиды с изображением Богородицы видны следы ранее находившегося на её месте креста;
- росписи ряда пещерных церквей Каппадокии (например, Святого Никиты Столпника в Кызылчукуре (VII—IX вв.) и Кокар в долине Ыхлара (1-я пол. IX в.));
- церкви острова Наксос: церковь Святой Кириакии (в алтаре находится фриз из сасанидских птичек с лентами на шее, кресты и чешуйчатый орнамент) и церковь Святого Артемия (орнаменты из ромбов, вписанных в квадраты).

После окончательного восстановления иконопочитания в 843 году использование аниконической декорации в искусстве Византии значительно уменьшилось, и в храмы вернулись прежние традиционные иконные изображения.